# Bringing Up Baby
Bringing Up Baby (en Argentina, La adorable revoltosa; en España, La fiera de mi niña) es una película estadounidense del género de comedia (de la llamada screwball comedy), de 1938, dirigida por Howard Hawks con la participación estelar de Katharine Hepburn y Cary Grant. El guion fue adaptado por Dudley Nichols y Hagar Wilde a partir de una historia de Hagar Wilde. 
Es la segunda de cuatro películas protagonizadas por Grant y Hepburn; las otras son: Sylvia Scarlett (1935), Holiday (1938) y The Philadelphia Story (1940). En 1990, fue considerada «cultural, histórica y estéticamente significativa» por la Biblioteca del Congreso de Estados Unidos y seleccionada para su preservación en el National Film Registry.

## Argumento
David Huxley (Cary Grant) es un paleontólogo de vida pacífica, cuya mayor preocupación es terminar de ensamblar el esqueleto de un brontosaurio al que le falta un hueso (una "clavícula intercostal") que finalmente consigue. Está a punto de casarse con una mujer de personalidad rígida y, por otra parte, tiene que dar una buena impresión a Mrs. Random, una adinerada mujer que está planteándose hacer una generosa donación de un millón de dólares a su museo. Sin embargo, el día anterior a su boda, David conoce a Susan Vance (Katharine Hepburn), una joven alocada que resulta ser la sobrina de Mrs. Random.
El hermano de Susan, Mark, le ha enviado desde Brasil un leopardo amaestrado llamado "Baby", para que ella se lo entregue a su vez a su tía. Susan confunde a David con un zoólogo, y prácticamente lo obliga para que la acompañe a su casa del campo para hacerse cargo de Baby. La situación se complica aún más cuando Susan comprende que se ha enamorado de David, y decide retenerlo en la casa el mayor tiempo posible para evitar que se case. Además, el perro de Susan, George, roba y entierra la clavícula intercostal del brontosaurio de David; la tía de Susan (Mrs. Random) llega a la casa y no reconoce a David como paleontólogo del museo (sobre todo porque Susan se lo presenta como "el señor Hueso"); Baby y George se escapan, y David deja suelto por error a otro leopardo, éste salvaje, de un circo cercano, confundiéndolo con Baby. Susan y David intentan encontrar a Baby, a George y al hueso de dinosaurio, asegurándose al mismo tiempo de que Mrs. Random haga su donación al museo.

## Repercusión
Bringing Up Baby fue un fracaso rotundo de taquilla, lo que provocó que Howard Hawks fuera apartado de la dirección de la que iba a ser su siguiente película (Gunga Din, también con Cary Grant), y obligó a Hepburn a pagar su parte del contrato. Sin embargo, a medida que pasaron los años, la película obtuvo cada vez más atención, hasta convertirse en un clásico de la comedia. En la lista de las cien mejores películas confeccionada por el American Film Institute en 1997, Bringing Up Baby ocupó el puesto 97.